# Ryszard Fischbach
Ryszard Fischbach (ur. 25 marca 1935 w Bydgoszczy, zm. 2 sierpnia 1997 w Legnicy) – polski aktor teatralny i filmowy.

## Życiorys
Ukończył w 1960 roku Wydział Aktorski Państwowej Wyższej Szkoły Teatralnej i Filmowej w Łodzi. Zadebiutował na deskach Teatru Powszechnego w Łodzi 9 kwietnia tego roku rolą sir Andrzeja Chudogęby w sztuce Wieczór Trzech Króli (reż. Jerzy Walden).
Występował w Teatrze Ziemi Opolskiej (1960–1962), Teatrze im. W. Siemaszkowej w Rzeszowie (1962–1964), Teatrze 7.15 w Łodzi (1964–1965), Teatrze im. Stefana Jaracza w Łodzi (1965–1966), Estradzie Łódzkiej (1966–1967), Teatrze im. Adama Mickiewicza w Częstochowie (1967–1969), Teatrze Polskim w Bydgoszczy (1969–1972) i Teatrze Dramatycznym w Gdyni (1972–1983). Na deskach tego ostatniego wystawił w 1982 sztukę pt. Wielka tajemnica.
Od 1983 do 1987 roku współpracował z Bałtycką Agencją Artystyczną, a później grał jeszcze na deskach Teatru Dramatycznego w Elblągu (1987–1990), Teatru Powszechnego im. Jana Kochanowskiego w Radomiu (1990–1991), Teatru Dramatycznego w Legnicy (1991–1993) i Teatru im. Cypriana Kamila Norwida w Jeleniej Górze (1993–1994).
Wystąpił w czterech filmach fabularnych, dwóch serialach i jednym spektaklu telewizyjnym. Zagrał m.in. rolę oficera Służby Bezpieczeństwa w filmie Władysława Pasikowskiego pt. Psy (1992).

## Filmografia
- Inspekcja pana Anatola (1959), jako milicjant
- Kazimierz Wielki (1975)
- Huragan (1975)
- Gdańsk 39 (1989), jako sklepikarz Herbert Mahlzer
- W piątą stronę świata (1990)
- Psy (1992), jako Dziadek, oficer SB
- ...nächste Woche ist Frieden (1995), jako piekarz Koppke